# Apollodorus van Tarsus
Apollodorus (Oudgrieks: Ἀπολλόδωρος, Apollódōros) was een treurspeldichter uit Tarsus.
Van hem worden zes titel van treurspelen opgegeven in de Suda.
Hij moet worden onderscheiden van een andere Apollodorus uit Tarsus, met name een taalkenner, die over de Medeia van Euripides schreef.

## Antieke bron
- Suda s.v. Ἀπολλόδωρος.

## Referentie
- art. Apollodorus (2), in F. Lübker - trad. ed. J.D. Van Hoëvell, Classisch Woordenboek van Kunsten en Wetenschappen, Rotterdam, 1857, p. 82.

- Gemeinsame Normdatei: 102380589
- Virtual International Authority File: 37304266